# Répertoire International des Sources Musicales
El Répertoire International des Sources Musicals (RISM) (en català Repertori Internacional de Fonts Musicals, en anglès International Inventory of Musical Sources, en alemany Internationales Quellenlexikon der Musik) és una organització internacional sense ànim de lucre, fundada a París el 1952, que té com a objectiu documentar exhaustivament les fonts musicals que es conserven arreu del món. És la major organització d'aquesta mena, i l'única entitat que opera globalment per a documentar totes les fonts musicals escrites.
Les fonts musicals registrades són la música manuscrita o impresa, els escrits sobre música i els llibrets, custodiats en biblioteques, arxius, monestirs, escoles i col·leccions privades. RISM estableix allò que existeix, i on es conserva. RISM és reconegut entre els experts com el lloc clau per a documentar les fonts musicals a tot el món.
El treball de RISM de recopilació en un índex exhaustiu té un propòsit doble: d'una banda, protegir de la pèrdua el patrimoni musical, i de l'altra, fer-lo disponible a estudiosos i músics.

## Organització

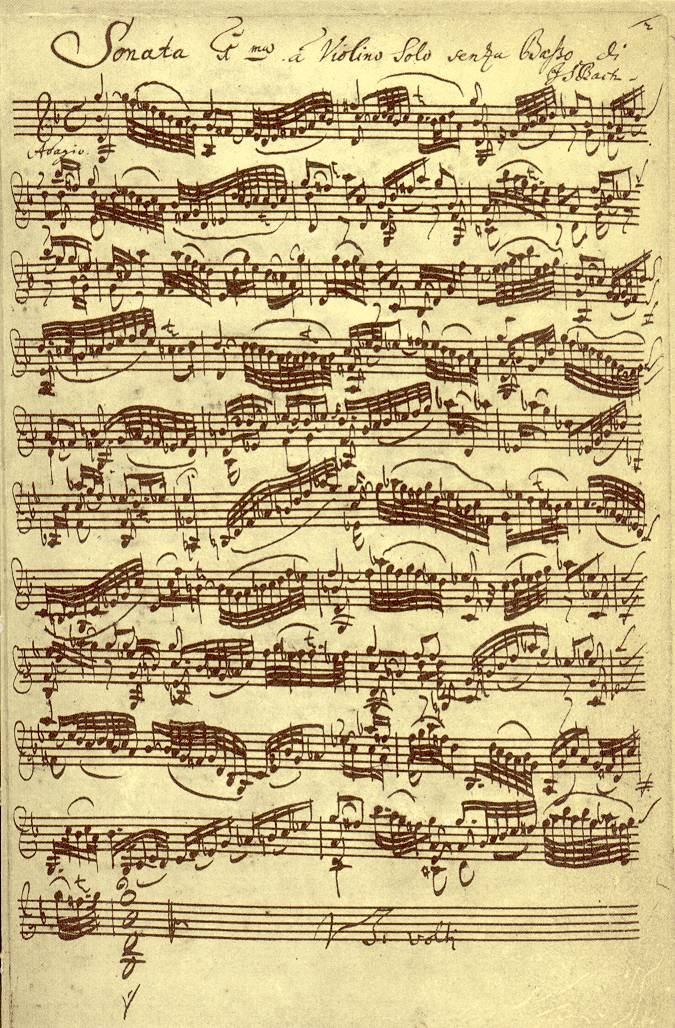
Exemple d'un manuscrit musical: Johann Sebastian Bach, Sonata per a Violí Sol, BWV 1001.

En el projecte del RISM hi participen un o diversos grups de treball de cadascun dels 36 països que en són membres. Uns 100 col·laboradors s'ocupen de registrar les fonts musicals conservades als seus respectius països i traslladen els seus resultats a la Redacció Central de RISM a Frankfurt del Main, on s'editen i publiquen les entrades o registres.
Actualment hi ha grups actius de treball de RISM als següents països i ciutats:
- Alemanya: Dresden i Munic
- Austràlia: Adelaide
- Àustria: Innsbruck, Salzburg i Viena
- Bèlgica: Brussel·les i Lovaina
- Belarús: Minsk
- Brasil: Badia, Brasília, Campinas, Rio de Janeiro i São Paulo
- Canadà: Londres (Ontàrio)
- Corea del Sud: Seül
- Croàcia: Zagreb
- Dinamarca: Copenhaguen
- Eslovàquia: Bratislava
- Eslovènia: Ljubljana
- Espanya: Barcelona
- Estònia: Tallín
- Finlàndia: Åbo/Turku
- França: París
- Gran Bretanya: Londres
- Grècia: Tessalònica
- Holanda: l'Haia
- Hongria: Budapest
- Irlanda: Waterford
- Itàlia: Milà i Roma
- Japó: Tòquio
- Letònia: Riga
- Lituània: Vilnius
- Noruega: Trondheim
- Polònia: Breslau, Lublin i Varsòvia
- Portugal: Lisboa
- República Txeca: Praga
- Romania: Bucarest
- Rússia: Moscou i Sant Petersburg
- Suècia: Estocolm
- Suïssa: Berna
- Turquia: Istanbul
- Ucraïna: Kíev i L'viv
- EUA: Cambridge (Massachusetts)

## Publicacions
Les publicacions de RISM es divideixen en les següents sèries:
- la sèrie A, alfabètica
- la seriï B, sistemàtica
- la sèrie C, directori de biblioteques musicals

A més de les citades sèries, els grups de treball dirigeixen projectes per documentar els llibrets que es conserven en llurs països respectius.

## Sèrie A/I de RISM – Impresos de Música
La Sèrie A/I de RISM, Impresos individuals anteriors a 1800, és un catàleg de música impresa corresponent al període comprès entre aproximadament 1500 i 1800. En els nou volums de la sèrie (1971–1981) s'hi documenta més de 78.000 impresos de música de 7.616 compositors, de 2.178 biblioteques. Entre 1986 i 1999 es publicaren quatre volums de suplements, i al 2003 un volum d'índexs en el qual s'hi llisten editors, impressors, gravadors i llocs de publicació. Tots els volums de la Sèrie A/I han estat publicats per l'editorial Bärenreiter, de Kassel (Alemanya). El catàleg s'ordena alfabèticament per nom de compositor, i conté únicament impresos individuals, la qual cosa vol dir música impresa d'un únic compositor. Els impresos col·lectius (amb música impresa d'obres de diversos compositors) es publiquen en la Sèrie B de RISM.
Cada entrada individual conté la informació següent:
- Nom del compositor
- Nombre de opus o de catàleg temàtic, si n'hi ha
- Títol de l'imprès
- Disposició – p. ex. partitura, particel·la o reducció per a piano
- Lloc de publicació
- Editor
- Si és possible, l'any de publicació

Un CD-ROM de la Sèrie A/I de RISM fou publicat al 2012. A part de voler facilitar tant a investigadors com a músics el camí a la font primària, aquest tipus de catàleg proporciona també possibilitats interessants per a altres àrees d'interès i qüestions. Per exemple, hom pot obtenir pistes per a temes molt diferents investigant la recepció d'una peça. I així per exemple, hom pot esbrinar com es veia la música d'un compositor un cop mort; per descobrir-ho, cal conèixer quantes i quines de les seves obres foren reimpreses.

## Sèrie A/II de RISM – Manuscrits musicals
La Sèrie A/II del RISM, Manuscrits de música posteriors a 1600, registra únicament música de manuscrits. Aquests es descriuen detalladament (d'acord amb un esquema uniforme de descripció -una fitxa- que conté més de cent camps) i s'emmagatzemen en una base de dades en la Redacció Central del RISM en Frankfurt del Main. Actualment, a disposició dels usuaris hi ha més de 870.000 fitxes de composicions musicals, d'uns 27.000 compositors (segons dades de Febrer de 2013, -les xifres augmenten constantment-). El nombre total de manuscrits de música que es conserven a tot el món suposa diverses vegades les quantitats citades.
Les entrades provenen de prop de 900 biblioteques de 37 països: Alemanya, Austràlia, Àustria, Bèlgica, Belarús, Brasil, Canadà, Xina, Corea del Sud, Croàcia, Dinamarca, Eslovàquia, Eslovènia, Espanya, Finlàndia, França, Gran Bretanya, Holanda, Hongria, Itàlia, Japó, Letònia, Lituània, Mèxic, Noruega, Nova Zelanda, Polònia, Portugal, la República Txeca, Romania, Rússia, Suècia, Suïssa, Ucraïna, Uruguai, Veneçuela i els EUA. Això fa que la base de dades del RISM sigui, de molt, el major conjunt accessible de registres d'aquesta mena.
La base de dades del RISM és disponible gratis i en línia, des de juny de 2010. L'accés a aquest catàleg d'accés públic en línia (o OPAC, de les seves sigles abreujades en anglès Online Public Access Catalog) es fa a través d'Internet, via l'OPAC del RISM o la pàgina web del RISM. Aquest catàleg ha estat possible gràcies a la cooperació entre el RISM, la Biblioteca Estatal de Baviera (Bayerische Staatsbibliothek) i la Biblioteca Estatal de Berlín (Staatsbibliothek zu Berlin). L'última versió acumulativa de la base de dades apareguda en CD-ROM, produïda i publicada per l'editorial K. G. Saur de Múnic, data de 2008. Però també es troba encara disponible la subscripció a la base de dades, que ofereix l'empresa EBSCO (anteriorment, l'empresa NISC).
Les fitxes del catàleg descriuen cadascuna de les peces detalladament. Entre altres conceptes, inclouen informació sobre el compositor (les seves dates de naixement i mort incloses), el títol de la composició, la plantilla vocal i instrumental, així com referències a la bibliografia musicològica sobre l'obra en qüestió. Els manuscrits en concret són descrits detalladament, amb referència del copista, del lloc, de la data de procedència, de l'autor del llibret, dels anteriors propietaris, o de a qui foren dedicats. A més, pràcticament totes les obres poden ser identificades clarament mitjançant llur íncipit musical (les primeres notes o compassos de les principals seccions o moviments de la composició).
Diverses cel·les per a fer cerques possibiliten respostes a qualsevol recerca combinada a través d'aquests camps. Per exemple, es pot accedir immediatament a la informació emmagatzemada pel RISM sobre les misses de Joseph Haydn. La cerca per íncipit musical resulta una eina molt valuosa per a la recerca quan cal identificar una composició musical anònima o un fragment d'una obra. Per utilitzar aquesta eina, qui realitzi la cerca, simplement cal que teclegi les primeres notes de la composició. La base de dades proporciona informació no només sobre la disseminació d'obres de compositors avui prou coneguts, sinó que també ofereix coneixement sobre altres músics i creadors famosos al seu temps, avui dia poc coneguts, o que fins i tot que han estat oblidats. Tot això fa de la base de dades una eina valuosíssima per als historiadors de la música i fa possible a molts músics fer-hi recerca i redescobrir-hi autors i repertoris.

## Sèrie B de RISM
La Sèrie B de RISM consisteix en una sèrie sistemàtica, que documenta un grup de fonts que es contenen a si mateixes. Fins al moment, s'han publicat els següents volums, a càrrec de l'editorial G. Henle de Munic (s'ofereix una traducció espanyola del títol respectiu entre parèntesis):
- B/I i B/II: Recueils imprimés XVIe–XVIIIe siècles (2 volums). (Recopilacions impreses dels segles XVI–XVIII).
- B/III: The Theory of Music from the Carolingian Era up to c. 1500. Descriptive Catalogue of Manuscripts (6 volums). (La teoria de la música des de l'època carolíngia fins a 1500 aprox. Catàleg descriptiu de manuscrits).
- B/IV: Handschriften mit mehrstimmiger Musik des 11. bis 16. Jahrhunderts (5 volums, 1 volum de suplement). (Manuscrits amb música polifònica dels segles XI–XVI)
- B/V: Tropen- und Sequenzenhandschriften. (Tropos i seqüències manuscrits)
- B/VI: Écrits imprimés concernant la musique (2 volums). (Escrits impresos sobre música)
- B/VII: Handschriftlich überlieferte Lauten- und Gitarrentabulaturen des 15. bis 18. Jahrhunderts. (Tablatures manuscrites per a llaüt i guitarra dels segles XV–XVIII)
- B/VIII: Das Deutsche Kirchenlied (2 volums, Kassel: Bärenreiter). (La cançó eclesiàstica alemanya)
- B/IX: Hebrew Sources (2 volums). (Fonts hebrees).
- B/X: The Theory of Music in Arabic Writings c. 900–1900 (2 volums). (La teoria de la música en els escrits àrabs, aprox. 900–1900)
- B/XI: Ancient Greek Music Theory. A Catalogue Raisonné of Manuscripts. (Teoria musical dels antics grecs. Catàleg crític de manuscrits).
- B/XII: Manuscrits persans concernant la musique. (Manuscrits perses sobre la música)
- B/XIII: Hymnologica Slavica. Hymnologica Bohemica, Slavica (HBS), Polonica (HP), Sorabica (HS). Notendrucke des 16. bis 18. Jahrhunderts (Impresos de Música als segles 16-18 a Bohèmia, Eslovàquia, Polònia i Soràbia)
- B/XIV: Les manuscrits du processionnal (2 volums). (Els manuscrits del processional).
- B/XV: Mehrstimmige Messen in Quellen aus Spanien, Portugal und Lateinamerika, ca. 1490–1630. (Misses polifòniques en fonts d'Espanya, Portugal i Llatinoamèrica, aprox. 1490–1630).
- B/XVI: Catalogue raisonné of the Balinese Palm-Leaf Manuscripts with Music Notation
- B/XVII: Die Triosonate: Catalogue Raisonné der gedruckten Quellen

## Sèrie C de RISM
Sota el títol Directory of Music Research Libraries (Directori de biblioteques de recerca de música), la Sèrie C de RISM registra en cinc volums totes les biblioteques, arxius i col·leccions privades que emmagatzemen material musical històric. Aquest índex de biblioteques de música s'elabora en cooperació amb el Comitè de Publicacions de l'Associació Internacional de Biblioteques de Música (AIBM). El volum especial RISM-Bibliothekssigel. Gesamtverzeichnis (Sigles de biblioteques RISM. Índex complet), que va aparèixer en 1999, ha estat disponible des de 2006 en una versió regularment actualitzada a la pàgina web de RISM.

## Qui utilitza les publicacions de RISM
- Musicòlegs que busquen fonts connectades amb llurs camps de recerca, i que hi troben, per exemple, bases per explorar catàlegs d'obres i edicions musicals;
- músics, que per a llurs concerts hi descobreixen gran riquesa d'obres poc conegudes, apartades del repertori més habitual;
- bibliotecaris, que hi poden explorar fonts paral·leles a les de què disposen en la seva pròpia biblioteca;
- venedors “de vell“ de papers de música, que hi poden esbrinar, què és el que tenen entre mans, què ofereixen, què en poden demanar etc.